# Palaeospinisoma femoralis
Palaeospinisoma
Genre
Espèce
Palaeospinisoma femoralis, unique représentant du genre Palaeospinisoma, est une espèce fossile d'araignées aranéomorphes de la famille des Liocranidae.

## Distribution
Cette espèce a été découverte dans de l'ambre de la mer Baltique. Elle date du Paléogène.

## Publication originale
- (en) Wunderlich, 2004 : The fossil spiders of the family Liocranidae in Baltic and Dominican amber. Beiträge zur Araneologie, vol. 3, p. 1623–1635.